# جهیزیه برای رباب
جهیزیه برای رباب فیلمی به کارگردانی سیامک شایقی و نویسندگی اصغر عبداللهی محصول سال ۱۳۶۶ است.

## خلاصه داستان
رباب نامزد پسرعموی خود، کامل است. پدر رباب، علی ویس، صیاد مروارید است و به بیماری تنگی نفس دچار است. مادر کامل از خانواده عروس خواسته‌است که دخترشان را با جهیزیه خانه داماد بفرستند. علی ویس به منظور تهیه جهیزیه برای صید صدف و یافتن مروارید تلاش می‌کند، فرزند او خادم نیز به دور از چشم پدر به کمک دوستش خدر به صید می‌رود تا جهیزیه خواهر را فراهم کند. تلاش آن‌ها نتیجه‌ای نمی‌دهد. مادر داماد به خانه علی ویس می‌رود و شرط خود را تعدیل می‌کند. مراسم عروسی برگزار می‌شود. خادم شب عروسی صدفی به رباب می‌دهد. رباب صبح روز بعد صدف را می‌گشاید و مرواریدی در آن می‌یابد.

## بازیگران
- پروانه معصومی
- هادی اسلامی
- ایرج طهماسب
- فاطمه معتمدآریا
- فهیمه راستکار
- سامی تحصنی
- مهری مهرنیا
- منوچهر افسری
- هومن خسروی
- حسن رواده
- نسا رواده